# Goliszowiec
Goliszowiec is een plaats in het Poolse district  Stalowowolski, woiwodschap Subkarpaten. De plaats maakt deel uit van de gemeente Zaklików en telt 140 inwoners.